# Křídelnice
Křídelnice (Pteris) je rod kapradin z čeledi křídelnicovité. Jsou to drobné až dosti rozměrné kapradiny s jednoduše nebo vícenásobně zpeřenými listy a krátkými oddenky. Výtrusnice jsou umístěné podél listového okraje. Rod zahrnuje asi 300 druhů a je rozšířen po celém světě od tropů po teplé oblasti mírného pásu. V jižní Evropě rostou 3 druhy, mezi známější náleží křídelnice krétská. Některé druhy jsou pěstovány jako okrasné rostliny.

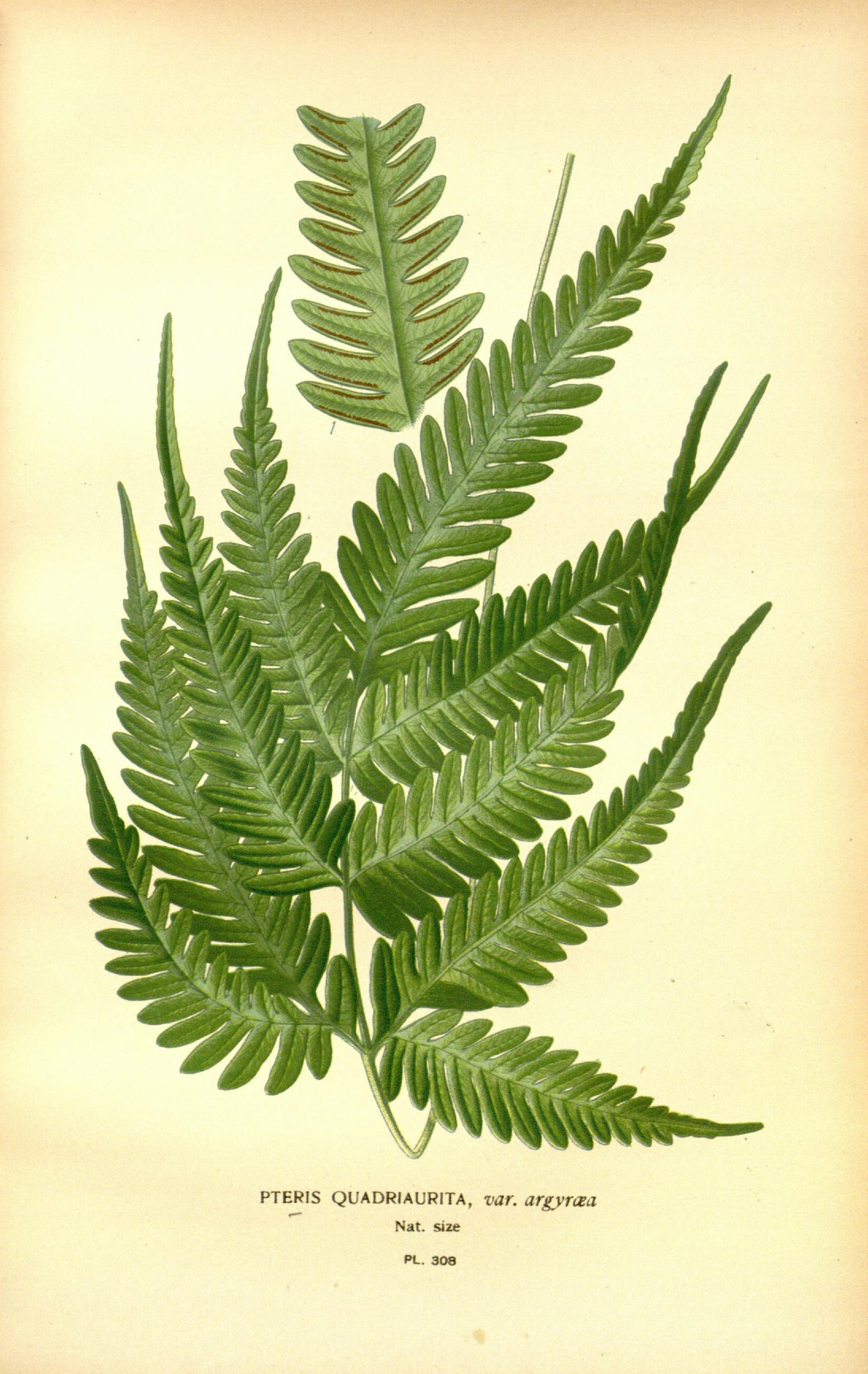
Kresba listu Pteris quadriaurita

## Popis
Křídelnice jsou pozemní kapradiny s přímými nebo vystoupavými (výjimečně plazivými) oddenky. Oddenek je pokrytým hnědými, úzce kopinatými až čárkovitými, celokrajnými plevinami. Cévní svazky jsou typu solenostélé nebo diktyostélé. Listy jsou nahloučené, většinou jednoduše až 2x zpeřené, řidčeji znožené, 3x zpeřené nebo 2x vidličnatě dělené, tenké až papírovité, řidčeji trochu kožovité, většinou lysé. Dosahují délky od 10 cm do 3 metrů. Mnohé druhy mají poněkud dvoutvárné listy, fertilní listy jsou u nich užší než sterilní. Řapík je na svrchní straně hluboce žlábkovitý a obsahuje jediný cévní svazek ve tvaru V. Žilnatina je tvořena jednoduchými nebo vidličnatými žilkami, žilky jsou volné nebo tvoří úzké areoly podél středního žebra listu. Některé druhy (P. multifida aj.) mají pod pokožkou zvláštní buňky připomínající cévní svazky (falešné cévy). Výtrusnice jsou umístěny v nepřerušovaném cenosoru podél okraje listu, krytém podvinutým okrajem listu, tvořícím falešnou ostěrou. Spory jsou triletní nebo výjimečně monoletní, s hrubým až bradavčitým povrchem.

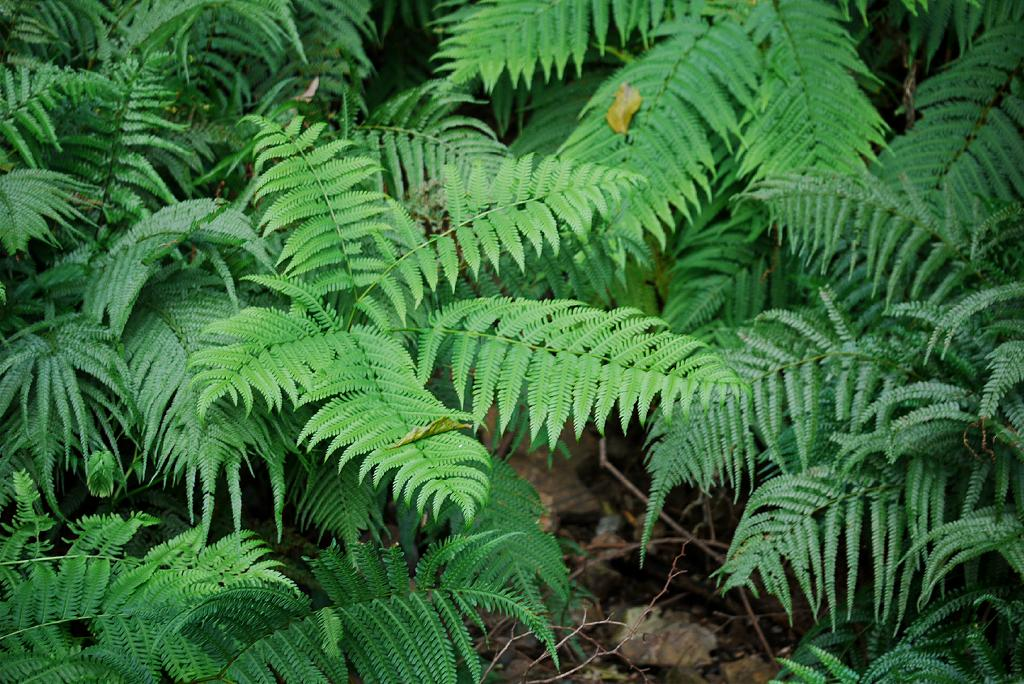
Křídelnice Pteris wallichiana
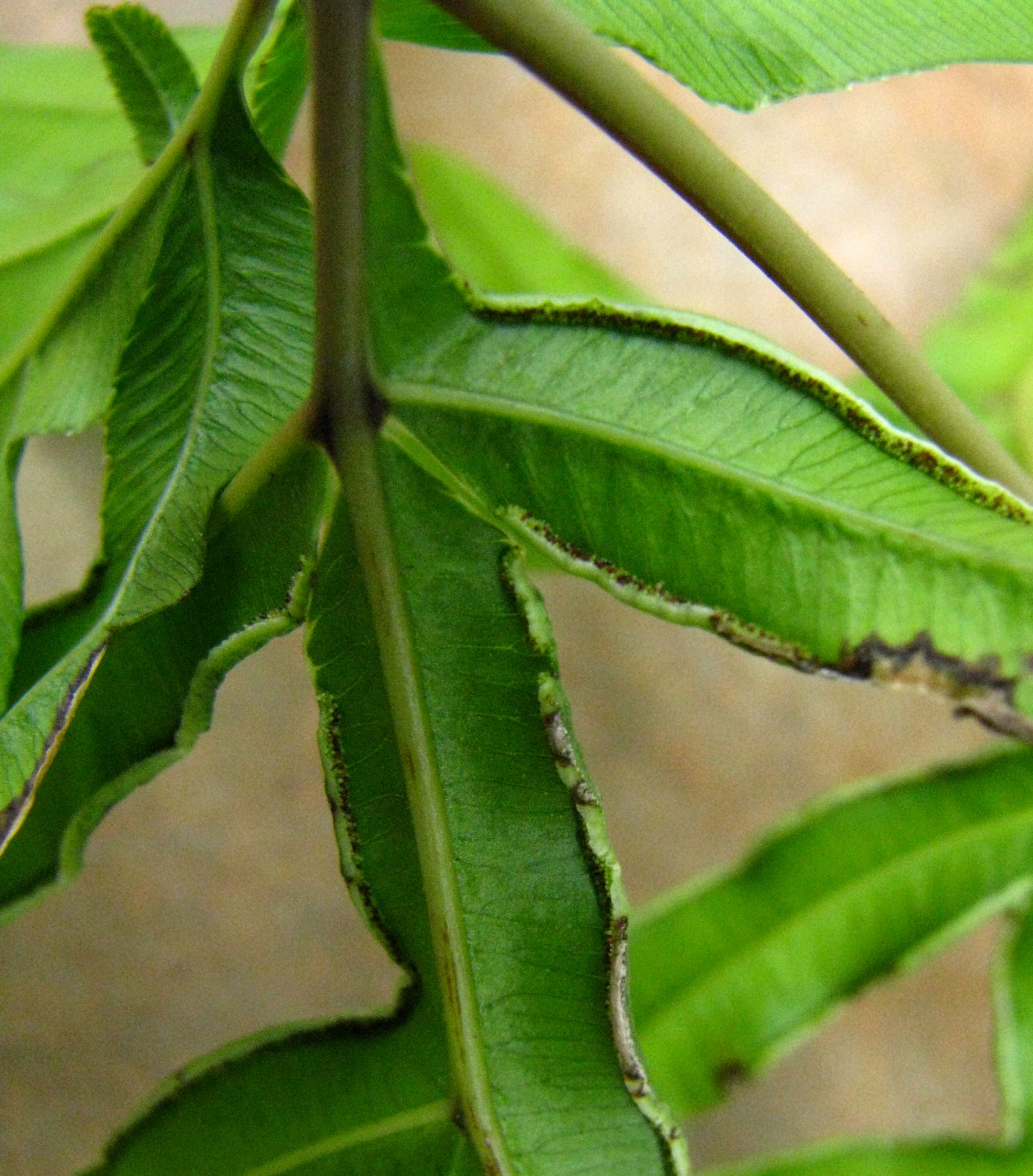
Rub listu Pteris hillebrandii
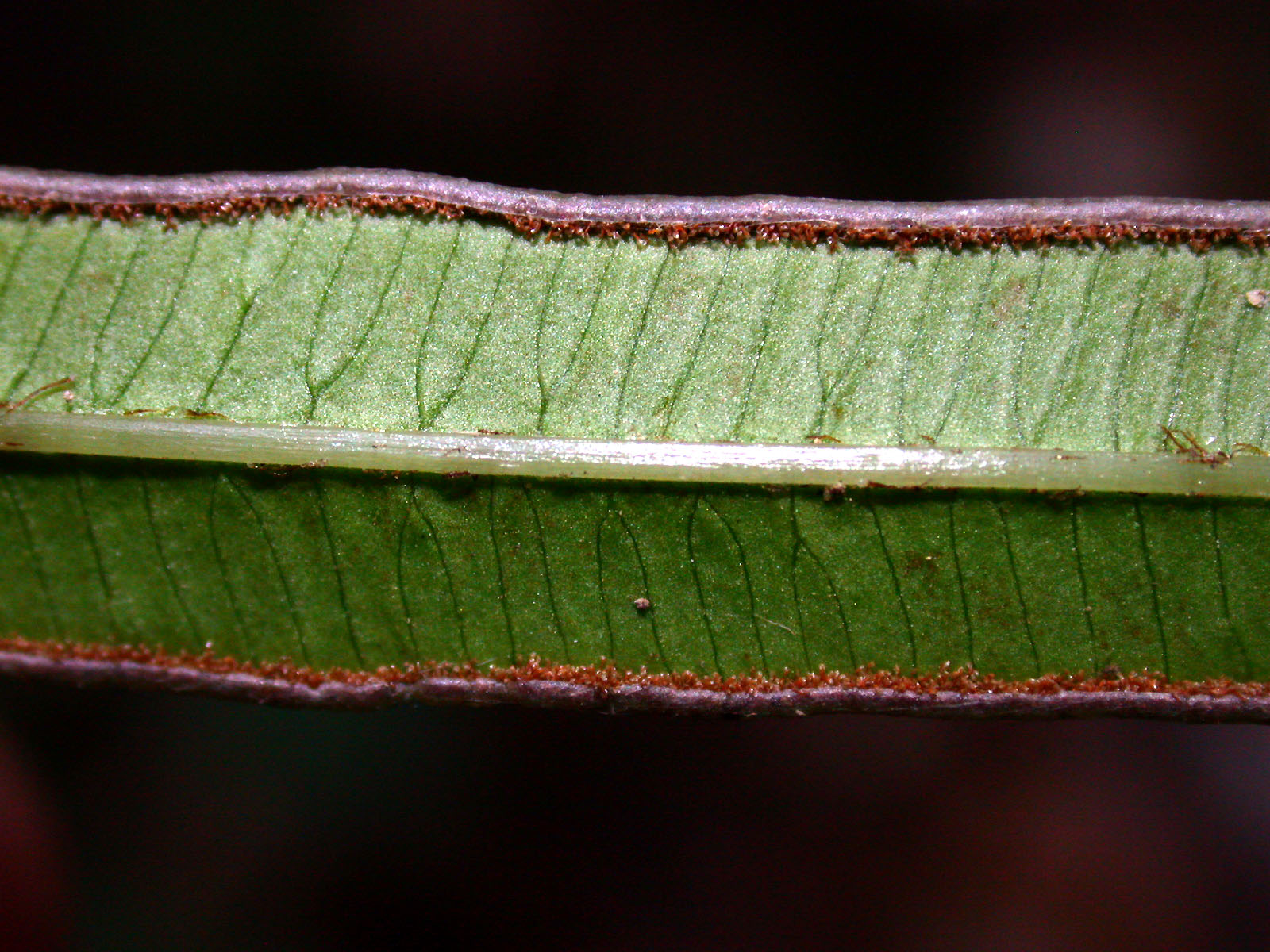
Křídelnice krétská, výtrusnice kryté podvinutým okrajem listu

## Rozšíření
Rod křídelnice zahrnuje asi 250 až 300 druhů. Je rozšířen v tropech a subtropech celého světa, v některých oblastech světa zasahuje i do teplých oblastí mírného pásu. Některé druhy mají velmi rozsáhlý areál. Křídelnice krétská roste zdomácněle téměř po celém světě od tropů po teplé oblasti mírného pásu. V nepůvodních oblastech zdomácněly i četné jiné druhy křídelnic, např. v Severní Americe euroasijské druhy Pteris vittata a P. tripartita.
V jižní Evropě rostou celkem 3 druhy. Křídelnice krétská (Pteris cretica) a křídelnice Pteris vittata mají ve Středomoří rozsáhlejší areál a rostou i na jiných kontinentech. Druh Pteris incompleta se vyskytuje pouze v jihozápadním Španělsku, Makaronésii včetně Azorských ostrovů a Maroku.

## Zástupci
- křídelnice krétská (Pteris cretica)
- křídelnice mnohoklaná (Pteris multifida)[7][8]

## Význam
Křídelnice jsou pěstovány zejména ve sklenících botanických zahrad. Jako pokojové rostliny jsou poměrně náročné, zejména na vzdušnou vlhkost. Některé druhy a kultivary mají atraktivní listy s bílým středním pruhem, např. Pteris argyraea, P. cretica 'Albolineata' a P. ensiformis 'Victoriae'.

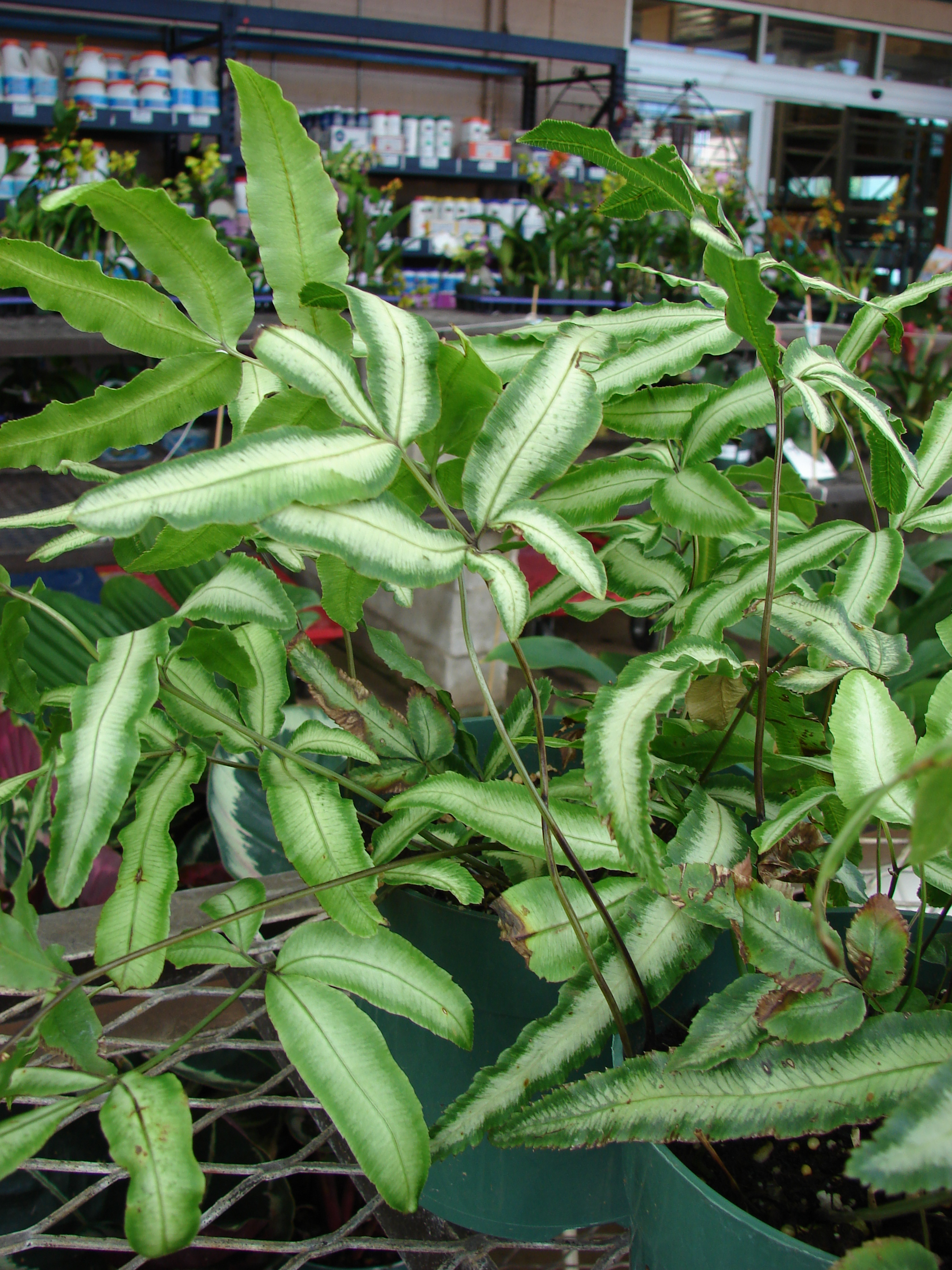
Bělolistý kultivar Pteris cretica
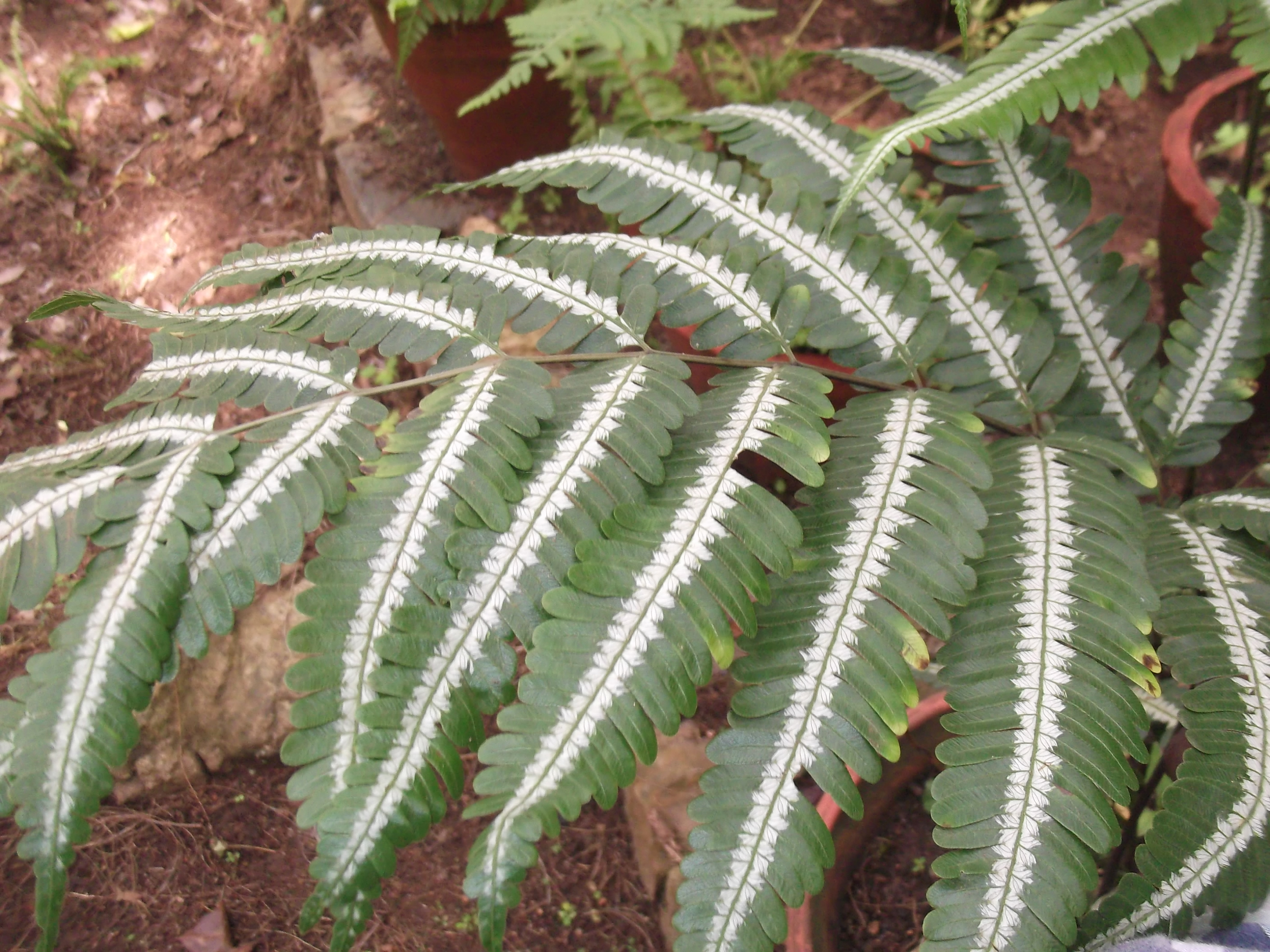
Pteris argyraea